# 乐从训
樂從訓（?—888年），唐朝魏博節度使樂彥禎之子。
樂從訓為人凶险，中和四年（884年）十二月，宰相王铎出京擔任义昌军节度使，途经魏州，李山甫唆使從訓伏兵於高雞泊（今河北故城西南），突襲劫掠，王铎及家属吏佐等三百馀人皆遇難。魏博百姓素知王铎名望，为其死而惋惜，因此痛恨乐从训。
文德元年（888年）二月，魏博百姓不满乐彦祯已久，从训聚集五百士兵作为心腹，称之为“子將”，更引起魏博老兵的怨恨。乐从训感到不安，逃离魏州。乐彦祯便任他为六州指挥使、相州刺史。後來魏博士兵支持都将趙文㺹为留后，囚禁了乐彦祯，並逼他在龍興寺出家为僧，不久彦祯被殺。乐从训得知魏博兵變，其父生死不明，率军三万进军魏州。趙文㺹拒绝和乐从训交战。魏博士兵又殺趙文㺹，另推小校罗弘信为帅。罗弘信击败乐从训，迫使他撤往內黃（河南省內黃縣）。魏博军繼續包围內黃。乐从训希望藉魏博军杀死雷鄴一事向朱全忠求援。三月，朱全忠得讯，派都指挥使朱珍等分兵北上，占领魏博黎阳（今河南滑县北）、临河（今河南濮阳西北）、李固（今河北大名东南）三镇，进军内黄，起初击败了魏博军，俘周儒等将领。但四月当乐从训试图突围时，被罗弘信部将程公信（一作程公佐）袭杀。乐彦祯父子都被梟首魏博轅門示众。四月二十六日，罗弘信以礼物犒劳朱全忠军，请求和好。朱全忠立即撤军，并上书朝廷委任罗弘信暂代魏博留后。